# Howard (Pennsylvanie)
Pour les articles homonymes, voir Howard.
Howard est un borough situé au nord du comté de Centre, en Pennsylvanie, aux États-Unis,. En 2010, il comptait une population de 720 habitants. Il est fondé en 1770 et incorporé le 3 mai 1864.

## Démographie
Lors du recensement de 2010, le borough comptait une population de 720 habitants. Elle est estimée, en 2019, à 754 habitants.

### Source de la traduction
- (en) Cet article est partiellement ou en totalité issu de l’article de Wikipédia en anglais intitulé « Howard, Pennsylvania » (voir la liste des auteurs).